# 布賴恩敦 (馬里蘭州)
布賴恩敦（英語：Bryantown）是一個位於美國馬里蘭州查爾斯縣的普查規定居民點。

## 人口
根據2020年美國人口普查的數據，布賴恩敦的面積為10.74平方千米，當中陸地面積為10.74平方千米，而水域面積為0.00平方千米。當地共有人口653人，而人口密度為每平方千米61人。